# Anolis megalopithecus
Anolis megalopithecus este o specie de șopârle din genul Anolis, familia Polychrotidae, descrisă de Rueda-almonacid 1989. Conform Catalogue of Life specia Anolis megalopithecus nu are subspecii cunoscute.